# Isidora Goreshter
Isidora Goreshter (Long Beach, California, Estados Unidos, 24 de octubre de 1981) es una actriz estadounidense conocida por su papel de Svetlana Yevgenivna en la serie de televisión Shameless de la cadena estadounidense Showtime.

## Primeros años
Isidora Goreshter nació y se crio en Long Beach, California, donde estudio ballet clásico.
Estudió en el conservatorio Stella Adler . Ha aparecido en obras como Beirut, The Smell of The Kill, Waiting For Lefty, Laundry and Bourbon, and Waiting for Godot.

## Carrera
Hizo su debut cinematográfico en la película Paranoia protagonizada por Harrison Ford, Gary Oldman y Liam Hemsworth. También ha realizado papeles secundarios en películas como T is for Twig, A Leading Man y en el cortometraje premiado Wonder Girls.
En el año 2013 apareció en un capítulo de la conocida serie televisiva Shameless como la prostituta Svetlana. Fue un papel recurrente que más tarde se convirtiera en papel principal en el año 2016.

## Vida personal
Goreshter es el primer miembro de su familia nacido en Estados Unidos. Su familia es de la antigua Unión Soviética.
Tiene títulos en teatro e historia del arte.